# バジュラ (マクロスシリーズ)
- マクロスシリーズ > マクロスF > バジュラ (マクロスシリーズ)
  - マクロスシリーズの用語一覧 > バジュラ (マクロスシリーズ)

バジュラ（Vajra,Vajura,Bajura）は、テレビアニメ『マクロスF』および関連作品に登場する架空の地球外生命体。
本項目では、作品世界における2059年に人類とバジュラの間で発生したという設定の「バジュラ戦役」（または「対バジュラ戦」）についても説明する。

## 設定概要
『マクロスF』において人類の敵として登場する宇宙生物。高次元空間（フォールド空間）に関係する特殊な能力を持ち、「超時空生命体」と呼ばれる。数億年前から宇宙に存在したとされるが、生態については謎の部分が多い。人類にとって脅威の生命体であると同時に、その能力を応用すれば、科学技術の飛躍的な進歩につながることが予想される。
銀河系中心方面へ航行していた第25次新マクロス級超長距離移民船団（通称マクロス・フロンティア船団）は、2059年に射手座スパイラルアーム内ビオス星系にてバジュラの襲撃を受け、「バジュラ戦役」に突入する。この危機の背景にはバジュラを資源として利用し、銀河系内の覇権を握ろうとする思惑が絡んでいる。

## 生態
バジュラは群れとして生息し、社会性昆虫のような階層をもつ。同一種の生物でも外形は成長段階の各齢、個体役割によって様々であり、サイズも数十cmから数百kmまで幅がある。階層を大別すると、戦闘や資源収集などを担う戦闘タイプ、母艦的存在の空母タイプ、群れの中核たる女王タイプに分けられる。

### フォールドクォーツ
バジュラの生態には、フォールドクォーツと呼ばれる紫色の鉱物状の物質が深く関わっている。フォールドクォーツは自然界にはほとんど存在しない希少物質であり、バジュラクイーンと呼ばれる女王タイプのみが生成可能とされる。
群れの各個体はフォールドクォーツの小片を保有しており、フォールドクォーツやフォールド機関から発せられる特殊な波動（フォールド波）に引き寄せられる習性を持つ。戦闘タイプは社会性昆虫におけるワーカー（働き蟻や働き蜂）のように、自然界に存在するフォールドクォーツを収集する。

### ネットワーク生物
バジュラの最大の特徴といえるのが、フォールド波によるネットワーク生物という点である。バジュラの腸内にはフォールドクォーツをもつフォールド細菌（V型ウイルス）が寄生しており、宿主であるバジュラと共生関係にある。バジュラの頭部には脳に相当する部位がほとんど見当たらないが、腸内のフォールド細菌（V型ウイルス）を介してフォールド波の交信（フォールド通信）を行い、群れの全個体間で単一の意思を共有している。人類のフォールド通信綱では空間湾曲（フォールド断層）の影響でタイムラグや交信途絶が生じるが、バジュラネットワークはほぼその影響を受けずに超広域交信を行うことができる。このフォールド細菌（V型ウイルス）の一部はバジュラ戦役終了後も銀河内に留まり続け、8年後の2067年が舞台の『マクロスΔ』では、銀河系各地に流行する奇病「ヴァールシンドローム」の原因となる。
繁殖を行う女王タイプのバジュラは、群れ全体のネットワークの結節点に位置する。人類との戦闘において、バジュラの群れが高度な連携行動と複雑な戦術を採ったことから、当初は女王タイプが群れ全体を統率していると推測される。しかし、バジュラ戦役の最終局面においては、バジュラクイーンに反する個体行動が確認される。バジュラクイーンが群れを支配しているのではなく、共有意思によって行動しているに過ぎないと推定される。
なお、他の生物がバジュラの血液や体液を大量に浴びるとV型感染症に罹患し、V型ウイルスが脳内で分泌する毒素により死に至る。

### 戦闘能力
バジュラは本来攻撃的な性質を持たないが、生息宙域（テリトリー）に侵入した未知の脅威に対しては攻撃行動をとる場合がある。生体兵器として見れば、個体あたりの戦闘能力は人類の通常兵器を上回る。群れ総体としての戦力は人類の生存を脅かすレベルにあり、地球人類が文化の力を使って辛勝したゼントラーディ軍基幹艦隊クラスですら、力押しで壊滅せしめるだけの戦闘力を備えている。
移動力
生体レベルで重力制御推進を行い、大気圏内外で自由に活動できる。戦闘タイプは可変戦闘機とのドッグファイトにおいて優れた機動性を発揮する。空母タイプの機動性は低く、女王タイプは巣に定住している。
長距離移動では、戦闘タイプでも単体で超空間跳躍（フォールド）を行うことができる。人類のフォールド機関はフォールド断層を超えられないが、バジュラは体内のフォールドクォーツにより、フォールド断層を直接突破することが可能である。
攻撃力
生物でありながら機関砲やビーム、ミサイルに類する攻撃器官を持つ。戦闘タイプのビームでもエネルギーシールド（リパルシブフィールド）を貫通し、宇宙巡洋艦を一撃で沈めうる破壊力をもつ。格闘戦においてはバトロイドに匹敵する怪力を発揮し、幼生の段階でも対人殺傷能力を持つ。
防御力
外殻には一般的な火砲やミサイルに耐えうる強固なエネルギー転換装甲を備える。誘導弾に対してはフレアのような物体を放ち、無人戦闘機ゴーストのAIに干渉する強力なジャミング能力を持つ。
さらに随時進化しつづける能力を持ち、ある程度の戦闘経験を積むと、そのデータがネットワークを通じて群れ全体にフィードバックされ、すべての個体がより強力な防御力を発現する。バジュラ戦役において、人類は通常兵器のほか、対エネルギー転換装甲（ESA）弾頭、反応兵器、重量子反応ビーム砲、フォールド爆弾といった兵器を相次いで投入するが、バジュラの進化により反応弾までは無効化される。
フォールド断層突破や重力制御、生体ビーム砲はフォールドクォーツによるものと考えられる。通常のフォールドやエネルギー転換装甲には、フォールドクォーツよりも純度の低いフォールドカーボン（もしくはフォールドコール）を使用している。フォールドカーボンは、人類のフォールド機関でも触媒のような役割を果たしている。

## 成長と分類
バジュラは数億年に一度、別の銀河にすむほかの群れと交配を行う。卵生であり、成長過程では昆虫のように幼生から成体へと変態する。基本的に女王タイプが産卵した卵から、一定期間を経て幼生（第一形態）が孵化する。成長した幼生は蛹（さなぎ）を経て第二形態に羽化する。なお、周囲の環境によっても形態が変化するとされており、テレビシリーズと劇場版で「あい君（アイ君）」の成長後に違いが見られるのはランカや周囲の人間との関わりの違いと説明されている。第二形態以降は特殊なホルモンを与えられた個体が、空母タイプなどの特殊個体に成長すると推定される。

### 幼生
第一形態
卵から孵化直後の幼体。小動物サイズで、全身に黄緑色の体毛が生え、リスのような太い尻尾をもつ。頭部にはふたつの黒い目と赤い頭頂目がある。足はないが胸部両側面から細い触手を伸ばす。外見と鳴き声は愛玩動物のように可愛らしい。ランカ・リーはバジュラの幼生と気づかず、「あい君」と名付けてペットにする。
中間形態
通常の個体は茶褐色の蛹を経て第二形態へと羽化するが、「あい君」のように中間形態から直に第二形態へと脱皮する場合もある。第一形態と体色や眼の配置は同じだが、体型はイルカのようになり、体長は2m近くに成長し、全身から体毛が失われ皮膚が剥き出しとなる。脱皮は直立姿勢のまま行い、背面外皮が正中線に沿って裂けて開始される。
第二形態
羽化もしくは脱皮により、2足歩行の甲虫のような身体構造へと変態する。全身が関節の節々で分割された硬質な外骨格で覆われ、両眼は突出し、2本の脚、1対の触角、サソリのような細長い腹尾部を備える。頭胸部側面には昆虫のように透明で翅脈のある1対の翅（はね）が収められており、これを展張することで飛翔する。脱皮直後は小型だが、成長に伴い2 - 3m程度に大型化する。体色は緑色。第一形態のような容貌上の愛らしさは失われる。
触角から銃弾のようなエネルギー体を発射し、鋭い腹尾部を凶器として振り回す。成体のような攻撃力や防御力はまだ備えておらず、携帯用火器でも殺傷可能ではあるが、対人戦闘では脅威となり、集団になるとデストロイドですら破壊される。

### 成体

#### 戦闘タイプ
小型バジュラ
クリーム色の体色と槍状に尖った頭部が特徴の小型バジュラ。体長は15mから20mほどで推定体重は4tから5tほど。頭部先端にビーム砲とミサイルを内蔵し、尾の先端に格闘用の鋭い刃を持つ。尾部に生体重力場推進器があり、飛行時には青色の光を放つ。大型バジュラ一体に数体が随伴し、索敵や情報収集を行う。 『週刊 マクロス・クロニクル 新訂版』の『劇場版 マクロスF』に関するシートでは「機動兵隊バジュラ」とされている。
大型バジュラ
赤い体色と6本脚が特徴の個体。人類の機動兵器との戦いにおいて主力となる大型のバジュラ。節足動物のような外部形態であり、体長は30m前後、推定体重は20tから30tほど。脚を畳んだ飛行形態、前脚を畳んだ2足歩行形態、低く屈んだ6足歩行形態の3形態に変形する。大気圏内では背中から細い4枚の翅を展開し飛行する。飛行時には赤色の光を放つ。
中脚に機関砲のような火器を内蔵し、体内から生体組織のミサイルを発射する。背中に背負った角状の大型突起物から重量子反応ビームを放つ。脳に当たる部分がほとんど存在しないため、頭部を失っても死ぬことはない。なお、テレビ版ではバルキリーとの戦闘で一度は機能を停止した成体バジュラが、ランカの歌に反応して息を吹き返す。『週刊 マクロス・クロニクル 新訂版』の『劇場版 マクロスF』に関するシートでは「重兵隊バジュラ」とされている。
ハウンドバジュラ
『イツワリノウタヒメ』に登場するカマキリのような姿をしたバジュラ。全長は40mから50mほどで、推定体重は30tから50t。胸部には幼生を保護する嚢と推定される器官があり、2059年の第一次遭遇戦においてランカ・リーがここに収納される。『週刊 マクロス・クロニクル 新訂版』の『劇場版 マクロスF』に関するシートでは「重機動兵隊バジュラ」とされている。
新型重バジュラ
『サヨナラノツバサ』に登場する大型のバジュラ。全長は100mから150m、推定体重250tから350tと戦闘タイプのバジュラの中では最大級。背中には宇宙巡洋艦の主砲クラスの生体重ビーム砲が3門ある。ネストを防衛する役割を果たす。『週刊 マクロス・クロニクル 新訂版』の『劇場版 マクロスF』に関するシートでは「超重兵隊バジュラ」とされている。

#### 空母タイプ
ナイト級バジュラ
バジュラの巣を守るために作られる戦艦級の大きさの個体。外形は生物というよりも戦闘艦に近く、潜水艦のような形状に下側と左右に伸びるフィン状の突起物を持つ。体内にフォールドリアクターを備え、胴体が上下に割れてできる口腔部から要塞砲クラスの大出力ビームを放つ。全身に対空砲を備え、体内から無数の大型・小型バジュラを放出する。
ビショップ級バジュラ
ナイト級バジュラの数倍の大きさを有する、要塞級の大型個体。内部の巣で準女王バジュラが繁殖活動を行っている。ナイト級バジュラを複数引き連れての艦隊戦や挟撃など、高い指揮能力を有する。
テレビ版ではいっさい戦闘を行わないが、劇場版では強烈なビーム砲を4発斉射し、無数の対空砲も備えている。また、装甲の強度も異なり、テレビ版ではVF-25のマイクロミサイルの斉射で風穴を開けられ、マクロス・クォーターのマクロス・キャノンで撃沈されるが、劇場版ではクォーターのマクロス・キャノンに直撃されてもバルキリーサイズの穴が開くだけでほとんどダメージを与えることができない。
バジュラ駆逐艦
『イツワリノウタヒメ』『サヨナラノツバサ』に登場。全長200mから300m、推定体重1.5万から2万tほどとされる駆逐艦のようなバジュラ。生体ビーム砲や生体マイクロミサイルなどの攻撃器官を備えている。『週刊 マクロス・クロニクル 新訂版』の『劇場版 マクロスF』に関するシートでは「駆逐艦バジュラ」とされている。
バジュラ戦艦
『イツワリノウタヒメ』に登場。紫色の体色をした戦艦のようなバジュラ。複数のバジュラの群体と考えられており、全長は3,000mから4,500m、推定体重は20億から50億tとされている。旗艦の役割を果たす。多数のフォールドクォーツを保持しており、フォールド・バリアによりマクロス・キャノンすら防ぐ。『週刊 マクロス・クロニクル 新訂版』の『劇場版 マクロスF』に関するシートでは「重戦艦バジュラ」とされている。

#### 女王タイプ
準女王バジュラ
巣別れした新たな群れの女王で、バジュラクイーンに近い能力を持つ個体。全長は300mから500m、推定体重は5,000tから1万tほどと考えられる。ビショップ級バジュラの内部に巣をつくり、ナイト級バジュラを率いて移動することができる。複数の触手を持ち、腹部は大きく膨らんでいる。尾の先端の管から卵を産卵する。
バジュラクイーン
全宇宙に散らばるバジュラの中枢的存在と考えられる個体。全長数十 - 数百kmに達する超巨大な個体で、地球型惑星上に巣を構え、地殻エネルギーを取り込む。外形は準女王バジュラに似ており、大きな腹部の中でフォールドクォーツを生成している。背部には金色に輝く4枚の翼をもつ。周囲に次元断層を生み出し攻撃を防御することができる。

## バジュラ戦役

### 開戦にいたる経緯

#### プロトカルチャーと鳥の人事件
太古の宇宙種族プロトカルチャーはバジュラの死骸を手に入れたことからフォールド航行などの技術を得て、銀河系内に高度な星間科学文明を築き上げた。プロトカルチャーはバジュラを恐れつつ憧れ、ついには神格化した。
50万年前、地球に立ち寄ったプロトカルチャーは遺伝子操作で人類の祖先を生み出し、進化の監視装置としてバジュラクイーンの姿を真似た「鳥の人」を残した。その後、プロトカルチャーは滅亡に向かい、バジュラに関する情報は途絶えた。
2008年、マヤン島近海で眠りについていた鳥の人が統合戦争の余波により覚醒し、歌巫女サラ・ノームを乗せて宇宙の彼方へ飛び去る（鳥の人事件）。後年、プロトカルチャー研究の第一人者となったサラの妹マオ・ノームは第117次大規模調査船団を編成し、これを率いて宇宙へ旅立つ。

#### 第117大規模調査船団の壊滅
2040年、人類はバジュラの存在を初めて確認する（一般には公表されず）。
第117次大規模調査船団はフォールドクォーツを介してサラの歌声を追跡するうち、銀河系中心方面の辺境惑星ガリア4に到着する。マオは助手のグレイス・オコナーやランシェ・メイとともに、船団旗艦SDFN-4 グローバルでバジュラの生態を研究する。グレイスは、人体器官の機械換装技術（インプラント）とフォールドクォーツのリアルタイム通信を組み合わせた「インプラント・ネットワーク理論」を発表する。ランシェは研究中にV型感染症に罹患するも、2043年にランカ・リーを出産する。V型ウイルス（フォールド細菌）に母胎感染したランカは、バジュラと潜在意識でコミュニケーションを取る力を秘め持つことになる。
2048年、ランカは母から教わったバジュラの求愛歌「アイモ」を歌い、バジュラの大群をガリア4に呼び寄せることになる。バジュラの攻撃により壊滅した調査船団から救出されたランカはショックにより記憶を失い、彼女の保護者となることを申し出た同船団の生き残りオズマ・リーの妹としてマクロス・フロンティア船団に移住する。この惨劇は情報操作され、一般には「フォールド航行の事故」と発表される。

#### 銀河並列思考ネットワーク計画
調査船団壊滅の際にマクロス・ギャラクシー船団に救助されたグレイスは瀕死の重傷を負った肉体を捨ててサイボーグ化し、船団中枢の意識集合体に迎えられる。意識集合体は銀河規模のインプラント・ネットワークを構築し、全人類の思考を最上位から支配しようとする「銀河並列思考ネットワーク計画」を企てており、その実現の鍵としてグレイスの知識を求めた。バジュラを手駒として人類を隷属させ、総インプラント化を実現するためには、群の頂点であるバジュラクイーンと大量のフォールドクォーツが存在する母星を探す必要がある。ギャラクシーの高度な科学力でもバジュラの通信・思考プロトコルは解析できないため、インプラント化していない生身の人間をV型ウイルスに感染させ、バジュラネットワークへの介入者に育てる「プロジェクト・フェアリー」が試行される。
まもなく、グレイスはマオの孫娘シェリル・ノームがインプラント反対活動家の両親を謀殺され、ストリートチルドレンとなっていることを知る。ノーム家の歌巫女の血統に興味を持ったグレイスは、シェリルをプロジェクト・フェアリーの被験体の1人（コード「フェアリー9」）として保護・観察しながら、辣腕芸能マネージャーに扮して歌手として育成する。
一方、マクロス・フロンティア船団でも、星間運輸企業を率いるリチャード・ビルラーが、フォールドクォーツの力で銀河系の交通・通信網の支配を狙っていた。ビルラーは船団行政府の陰のスポンサーとして航路選択に影響を及ぼし、ビルラー傘下の民間軍事企業S.M.Sには、バジュラ（コード「ビクター」）との交戦に備えて最新鋭可変戦闘機VF-25 メサイアが先行配備される。

#### オペレーション・カニバル始動
2059年、ギャラクシー中枢は人類にバジュラの脅威を知らしめるため、他の移民船団にバジュラを誘導して交戦させる「オペレーション・カニバル（共食い作戦）」を実行に移す。その作戦対象として、バジュラの生息宙域の方向へ航行中のフロンティア船団が選ばれる。フロンティア船団がバイオプラント構造ゆえに環境変化に脆く、インプラント化を禁止していることも選定理由となる。
シェリルは「銀河の妖精」と呼ばれる大スターに成長するが、プロジェクト・フェアリーは失敗の可能性が強まる。グレイスはシェリルの能力開発を兼ねて銀河横断ツアーを計画し、最終公演地にフロンティア船団を選ぶ。

### 開戦から終結まで

#### バジュラ襲来
2059年3月、シェリルのフロンティア公演当日、フォールド波に誘導された大型・小型バジュラの群れがフロンティア船団を急襲し、母船アイランド1内に侵入する。S.M.S.はビルラーの命を受け、新統合軍に協力してバジュラ戦役に参加する。ギャラクシー船団はバジュラの襲撃を受けたと偽の救援要請を発したのち消息を絶ち、小惑星帯に姿を隠す。フロンティア政府はバジュラの存在を市民に公表し、非常事態宣言を発令する。ギャラクシー難民船救出作戦においてナイト級バジュラのフォールド断層突破能力が確認され、船団内ではV型ウイルスに感染した生物の異変など、環境への影響が表れはじめる。
グレイスはシェリルのマネージャーとしての立場を借り、船団のネットワークに侵入。プロジェクト・フェアリーのオプションとして、歌手デビューしたランカ（コード「Q1」）を部下のサイバーグラント、ブレラ・スターンの観察下に置く。また、男性諜報員「G」に扮して政府のバジュラ対策責任者レオン・三島に接近し、技術供与と引換えに協力を得る。三島は裏でグレイス、ビルラー双方と立ち回ることで、政治的野心をあらわにする。

#### ガリア4反乱事件とリトルクイーンの誕生
グレイスはガリア4に駐留する第33海兵部隊のテムジンと内通して、シェリルのガリア4慰問公演で反乱を起こさせる。人質作戦がランカの救援により失敗すると、グレイスみずからフォールド爆弾「ディメンション・イーター」を起爆し、SDFN-4グローバルの地下に潜んでいた準女王バジュラを追い立て、フロンティア船団へと向かわせる。新統合軍はナイト級・ビショップ級空母との大規模艦隊戦において、全面戦争を意味する反応兵器の投入に踏み切る。
その戦闘中、ランカが準女王バジュラとの交感能力を示したことで、ギャラクシー中枢はプロジェクト・フェアリーを放棄し、ランカを「リトルクイーン」として利用する計画に修正する。グレイスはシェリルを見捨て、ランカのマネージャーに就任する。バジュラが反応兵器への耐性を発現したため、ランカの歌でバジュラを撹乱する「ランカ・アタック」が「ミンメイ・アタック」の再現として期待される。

#### フロンティア船団の危機
バジュラの生息宙域から逃れるため、フロンティア船団は800光年先への第七次超長距離フォールドを決行する。ランカ・アタックを囮にしてバジュラを一掃する「シンデレラの角笛」作戦が成功し、ランカは救世主に祭り上げられる。
平穏も束の間、開戦時に船体に産み付けられたバジュラが第二形態となって大量発生し、フロンティア内部を蹂躙する。フォールド爆弾「リトルガール」でアイランド3もろとも消滅させるが、この戦闘で船団の環境は回復不可能なレベルに悪化し、航続可能期間は3か月に縮まる。三島は混乱に乗じてハワード・グラス大統領を暗殺し、第5代新大統領に就任する。
ランカは幼少期の記憶を取り戻すにつれ人類とバジュラの板挟みに苦しむようになり、ランカとの交流を経て感情が芽生えたブレラとともにフロンティア船団から出奔、バジュラたちの本星へと向かう。また、グラス大統領の実娘キャサリンを通して三島の陰謀を知ったS.M.Sも新統合軍への編入を拒み、母艦マクロス・クォーターを無断発進させ、フロンティアから一時離脱する。

#### アイランド1降下作戦
ランカとブレラはバジュラ幼生「あい君」に導かれてバジュラ本星へと辿り着くが、行動を監視していたグレイスに捕捉され、ブレラはインプラントによる強制コントロール、ランカは洗脳を受け、歌声からバジュラネットワークに介入するためのプロトコルを解析される。フロンティア船団もランカの歌声からバジュラ本星の位置を特定し、新天地（フロンティア）への突入作戦を断行する。V型感染症の末期状態にあるシェリルの歌声から微弱なフォールド波が検出され、シェリルはランカの代役となることを受諾する。
フロンティア船団は30光年の短距離フォールドでバジュラ本星付近に移動し、シェリルの歌声を支えに攻勢をかけるが、本星上に巨大なランカの幻影が現われ、かつて人類を勝利に導いた「愛・おぼえていますか」を歌うと形勢は逆転する。そのとき戦場にマクロス・クォーターが現れ、ギャラクシー船団の陰謀と三島による大統領暗殺を明らかにする。新統合軍に編入していたS.M.S隊員、早乙女アルトが巨大ランカの正体に気付き、マクロス・クォーターがこの幻を打ち消すことで、幻の中心だったギャラクシー軍旗艦バトル・ギャラクシーが出現。ギャラクシー船団が画策していたバジュラを巡る陰謀のすべてが明らかとなる。
バトル・ギャラクシーは、条約違反の存在であるゴーストV9を戦場に投入する。そのあいだにグレイスはバジュラクイーンの頭部と融合してバジュラネットワークの掌握に成功すると、人類を屈服させるべくバジュラの群れを地球や惑星エデン、マクロス11船団等へと差し向ける。
V型感染症によるフォールド波でネットワークに繋がっているシェリルの歌と、フォールドクォーツ製のイヤリングを介してネットワークに繋がったアルトの呼びかけで、ランカは洗脳状態から覚醒。シェリルの体内のV型ウイルスが、ネットワークを介したランカの干渉を受け頭部から腸内へと移動したことで、シェリルも死の淵から回復する。シェリルとランカ、ふたりの歌姫によるデュエットはバジュラクイーン（グレイス）のフォールド波を凌駕し、「あい君」以下バジュラ群の大半はフロンティア船団の援軍にまわる。S.M.S・フロンティア統合軍とバジュラの連携で、バジュラクイーンの展開した次元断層の突破とバトル・ギャラクシー撃破を果たし、被弾によってインプラントの呪縛から解放されたブレラの乗るVF-27とアルトの乗るVF-25F・APが連携攻撃にてバジュラクイーンの頭部を切り離してグレイスを倒し、ギャラクシー船団の野望は阻止される。
その後、バジュラの群れは人類を敵ではないと認識し、交配のため別の銀河へと旅立つ。戦闘による環境維持の限界を迎えていたアイランド1は入植のためにバジュラ本星に降下し、バジュラ戦役は終結を迎える。

### 時系列
- 2040年[* 6] - 人類、宇宙生命体バジュラの存在を初確認。
- 2041年[17] - マクロス・フロンティア船団、銀河中心方面を目指して出航。
- 2043年4月29日[18] - ガリア4でランカ・リー誕生。
- 2048年 - ガリア4で第117次大規模調査船団壊滅。
- 2049年[* 7] - シェリル・ノーム、プロジェクト・フェアリーのひとり（フェアリー9）として実験開始。
- 2059年
  - 2月26日[18] - シェリル・ノーム、フロンティア船団に来訪。
  - 3月2日[19] - フロンティア船団をバジュラが襲撃。
  - 5月1日[* 19][18] - 新統合軍とS.M.S、ギャラクシー難民船救援のためバジュラ艦隊と交戦。
  - 8月2日[20] - ガリア4で第33海兵部隊の反乱発生。
  - 8月3日[20] - ガリア4、ディメンジョン・イーター爆発で半壊。ガリア4から出現したバジュラ艦隊がフロンティア船団を急襲。
  - 8月13日[21] - ランカ・アタック実験成功。
  - 8月17日[21] - フロンティア船団、第7次超長距離フォールドに成功。
  - 8月25日[20] - 「アイモ記念日」に、フロンティア船団内でバジュラ大量発生。
  - 8月28日[20] - ランカ、フロンティア船団から出奔。
  - 9月1日[22] - フロンティア船団、バジュラ母星付近にデフォールド。アイランド1降下作戦実行。

### 劇場版
劇場版では、開戦の状況はテレビ版と似ているが、諸々の設定や展開がテレビ版と異なる。フロンティア船団とギャラクシー船団はバジュラを資源として独占するため、互いに主導権を奪いあう関係で、ギャラクシー船団はバジュラの襲撃を受けて本当に壊滅する。またフロンティアへのツアーに訪れたシェリルは、ツアー自体がギャラクシーの作戦の一部であることを承知している。
最初の襲撃のあと、フロンティア首脳部はバジュラをギャラクシーが開発した生物兵器であると見なし、シェリルとグレイスにスパイ疑惑をかけて監視下に置く。2人を監視下に置いた直後、ギャラクシー船団から救難信号が発せられるが、首脳部は偽の信号と判断して救助を見送る決定を下す。これに不満を持ったシェリルは、ポケットマネーでS.M.Sを雇ってギャラクシー船団の救助を依頼するも、S.M.Sが現場に到着した時はギャラクシー船団は壊滅したあとだった。S.M.Sの奮戦で船団の難民船10隻中7隻を救出するが、再びバジュラがフロンティア船団を襲撃して大きな損害を与える（第一次遭遇戦、または第二次バジュラ遭遇戦）。
以降、船団は定期的にバジュラから襲撃を受けるようになり、第一次遭遇戦の3か月後、中型ボドルザー級機動要塞の残骸に潜んでいたバジュラ準女王との戦闘では反応弾の使用に踏み切るなど、戦いは激しさを増していく。
そのなかで、ギャラクシーの難民船に潜んでいたギャラクシー船団幹部はフロンティア船団の乗っ取りを画策し、さらにインプラント技術でバジュラの支配をもくろむ。準女王との戦闘から数日後、アイランド1各地に潜んでいた工作員が一斉に行動を開始し、フロンティア船団の制圧を行おうとする。だが、かねてからグレイスとシェリルを監視していたレオン・三島によって計画はフロンティア首脳陣に筒抜けになっており、工作員たちは行動を起こした直後に制圧され、シェリルとグレイスはスパイ容疑で逮捕される。さらに戦時法の適用でシェリルには裁判なしで死刑が宣告され、アルカトラズ刑務所に収監される。三島の行動はこれだけにとどまらず、ギャラクシー幹部の計画を横取りするかたちで銀河支配の野望を抱くようになる。
一方、S.M.S.隊員にして総合機械メーカーL.A.Iの技術顧問であるルカ・アンジェローニの調査で三島の陰謀を知ったS.M.Sはフロンティア首脳陣との決別を選択し、ランカの慰問ライブを陽動としたシェリルの救出作戦を実行する。しかし、それも読んでいた三島は、バジュラのネットワークに干渉するふたりの歌声のプロトコル解析を完了させる。S.M.S.はシェリルの脱獄を成功させるものの、途中でランカの心理誘導と身柄確保をもくろむギャラクシー軍のサイボーグ、ブレラの攻撃とバジュラの襲撃を受け、シェリルは宇宙空間に放出され死亡したとみなされる。S.M.Sは船団を離脱し、その際に新統合軍とS.M.S本部に事の顛末を通報する。
フロンティア船団は、バジュラにインプラント弾を撃ち込みフォールドジャミング装置で支配下に置く反攻作戦「ヒプノシス」を始動し、バジュラ本星に降下してバジュラクイーンが潜むネストにバトル・フロンティアを向かわせる。ところが、ネストまであとわずかの距離になったところでギャラクシー船団幹部がバトル・フロンティアを乗っ取り、さらに戦闘指揮所に突入してきたブレラに三島とグラス大統領らが殺害される。ギャラクシー船団幹部はバトル・フロンティアをネストに突入させると、インプラント技術でバジュラクイーンと融合させ、バジュラの直接支配を行おうとする。
だが、彼らにとって予想外の事態が発生する。まず、インプラントの影響下にあったはずのグレイスが、フロンティア側にインプラント・ネットワークを切断されたことで自由意思を取り戻して脱走し、シェリルを助けるためにアイランド1にあったフォールドジャミング装置の一部を無効化する。そこへ、ランカになついていたバジュラ幼生「アイ君」の能力により生還したシェリルがランカとともにバジュラに向けて歌を歌いはじめ、その歌声をYF-29に搭乗したS.M.Sパイロットの早乙女アルトが戦場に運び、ほかのパイロットたちがバジュラに撃ち込まれたインプラント弾の破壊を行ってバジュラを解放していく。さらに通報を受けた新統合軍と各船団に所属するS.M.Sの連合軍がフロンティア船団の救援に現れる。
ギャラクシー船団幹部はバジュラクイーンをバトル・フロンティアと融合させ歌による外部からの干渉を無効化した「クイーン・フロンティア」で反撃を開始するが、ふたりの歌をのせオーバードライブ状態となったYF-29に翻弄され、その影響でインプラントの支配下から脱したブレラまでもが反逆する。ブレラの特攻によりギャラクシー船団幹部が倒されたことでバジュラクイーンは解放され、バジュラへの気持ちを運んだアルトを受け入れて停戦するが、急変する事態を理解していなかった新統合軍とS.M.Sの連合軍はバジュラクイーンに一斉攻撃を実行する。しかし、攻撃が命中する直前にバジュラクイーンはアルトと群れを連れてフォールドする。戦いは終結するが、すべてを出し尽くしたシェリルは倒れ意識不明となる。
その後、フロンティア船団の生き残りは本星に入植を開始する。1か月後もアルトは未帰還。シェリルは意識不明状態で、ランカの血液を受けて治療されている。

## 設定制作・デザイン

### 生態差による誤解
「マクロスシリーズ」の過去作に登場した敵性勢力はおおむね人型の異星人だったが、『マクロスF』では差別化の意味もあり、怪物的な外見をもつ異星生命体となった。デザインを担当した石垣純哉は、「生物にも見えるし、誰かの意志で作られた戦闘兵器のようにも見える」というイメージで発注を受けたという。
総監督である河森正治によれば、「マクロスシリーズ」をつくるときにはストーリーの決着に歌をどう絡めるのかが最大の問題になるというが、本作では一見コミュニケーション不可能な「異星生物と歌」という考え方が浮かんだという。「歌が異星生物に効く」と設定する上でヒントとなったのが、「人間の感情は脳だけで生み出されているのだろうか？」「臓器で感情が生まれているのではないか」という仮説である。歌がバジュラに対して力を持つのは、腸に近い部分で歌うことで感情のバイブレーションが伝達しやすくなると「仮定」したためである。
脳を中心に並列思考計画を企んでいたギャラクシー船団は、バジュラネットワークの核が腸にあることに気づかず、脳に無理やり腸内細菌を宿らせようとしたため、プロジェクト・フェアリーに失敗する。ランカは母胎感染したため、バジュラと同様に腸内細菌と共生関係になることができた。
本作の隠れたテーマとして「誤解」があり、バジュラ戦役も人類とバジュラという異種族ゆえの誤解から発生している。バジュラは基本的に人類を攻めてこないが、フォールド波を発する仲間（ランカ）を得体の知れない生物（人類）から助けようとして、正当防衛的に行動しているうちにエスカレートしていった。その行動がギャラクシー船団に利用され、フロンティア船団との戦いへと発展する。
バジュラは「個」というものを持つ人類を理解できなかったが、バジュラ母星の決戦においてランカとシェリルというフォールド波を発する別々の個体を認識したことで、人類が「単体思考を行う、コミュニケーションをとらねば互いに解り合えない生物」であることを理解し、人類への攻撃行動を停止する。

### 「フロンティア」の意味
河森は作品タイトルの「フロンティア」という言葉について、肯定的な「新天地」という意味のほかに「新大陸発見から先住民の虐殺に至る、現実の歴史のメタファーでもあったんです」「要するに白人のインディアン侵略と重ねているわけですしね」と説明している。未知の生命体による侵略という点で、フロンティア船団の宇宙移民とバジュラの関係は物語終盤に逆転することになる。
バジュラ母星の決戦後も、グレイスらギャラクシー首謀者は船団内のネットワークにおり、「とりあえずはバジュラを利用されるのは阻止できた」（河森）という段階である。ギャラクシー船団の所在について、シリーズ構成担当の吉野弘幸は「無傷ですね。今もどこかの小惑星帯に隠れているか」と述べている。